# Aroa socrus
Aroa socrus är en fjärilsart som beskrevs av Carl Geyer 1837. Aroa socrus ingår i släktet Aroa och familjen Näbbflyn, Erebidae. Inga underarter finns listade i Catalogue of Life.